# Карповка (Башкортостан)
Ка́рповка (баш. Карповка) — село в Куштиряковском сельсовете Бакалинского района Республики Башкортостан.

## География
Находился возле реки Ик, вблизи границы с Республикой Татарстан. 

### Географическое положение
Расстояние до:
- районного центра (Бакалы): 45 км,
- центра сельсовета (Куштиряково): 11 км,
- ближайшей ж/д станции (Туймазы): 90 км.

## История
Основано в конце 19 в. на территории Белебеевского уезда. В 1906 в деревне проживало  277 чел., функционировали церковно-приходская школа, бакалейная и винная лавки, хлебозапасный магазин. С 30-х гг. село было в составе колхоза имени К. Маркса, с 2001 – СПК имени К. Маркса, с 2005 – СПК имени М.Г. Хасанова.
В 1952 году — административный центр Карповского сельсовета. На 1 января 1969 года входила в Петровский сельсовет.

## Население
| 2002 | 2009 | 2010 |
| ---- | ---- | ---- |
| 59   | ↘54  | ↘38  |

В 1920 насчитывалось 569 чел., в 1939 – 738, в 1959 – 413, в 1989 – 56
Национальный состав
Согласно переписи 2002 года, преобладающая национальность — русские (96 %).

## Уроженцы села
- Варфоломеев, Василий Михайлович (1923—1988) — наводчик, участник Великой Отечественной войны, полный кавалер ордена Славы